# Romerella catharina
Romerella catharina is een hooiwagen uit de familie Sclerosomatidae.